# خط طول 54° غرب
خط طول 54° غرب هو أحد خطوط الطول الجغرافية، والتي تمتد من القطب الشمالي الجغرافي إلى القطب الجنوبي الجغرافي، وحسب التحويل الزمني يتأخر خط طول 54° غرب عن خط غرينتش بـ3 ساعات و36 دقيقة.

## من القطب إلى القطب
ينطلق خط طول 54° غرب من القطب الشمالي نحو القطب الجنوبي مرورا بالمناطق التي ترد في الجدول التالي:
| الإحداثيات                         | البلد أو الإقليم أو البحر | ملاحظات |
| ---------------------------------- | ------------------------- | --- |
| 90°0′N 54°0′W / 90.000°N 54.000°W  | المحيط المتجمد الشمالي    | |
| 83°37′N 54°0′W / 83.617°N 54.000°W | بحر لنكولن                | |
| 82°16′N 54°0′W / 82.267°N 54.000°W | جرينلاند                  | |
| 71°26′N 54°0′W / 71.433°N 54.000°W | خليج بافن                 | مرورا بغرب جزيرة الورسويت [لغات أخرى]‏, جرينلاند (في 71°8′N 54°0′W / 71.133°N 54.000°W) |
| 70°49′N 54°0′W / 70.817°N 54.000°W | جرينلاند                  | Nuussuaq Peninsula |
| 70°24′N 54°0′W / 70.400°N 54.000°W | Sullorsuaq Strait         | |
| 70°17′N 54°0′W / 70.283°N 54.000°W | جرينلاند                  | جزيرة ديسكو |
| 69°34′N 54°0′W / 69.567°N 54.000°W | مضيق دافيس                | مرورا بغرب the mainland of جرينلاند (في 67°5′N 54°0′W / 67.083°N 54.000°W) |
| 60°0′N 54°0′W / 60.000°N 54.000°W  | المحيط الأطلسي            | بحر لبرادور · An unnamed part of the Ocean — مرورا بشرق Fogo Island, نيوفاوندلاند واللابرادور, كندا (في 49°39′N 54°0′W / 49.650°N 54.000°W)                                                                        |
| 49°27′N 54°0′W / 49.450°N 54.000°W | كندا                      | نيوفاوندلاند واللابرادور — جزيرة نيوفاوندلاند (جزيرة) |
| 47°45′N 54°0′W / 47.750°N 54.000°W | Placentia Bay             | |
| 47°19′N 54°0′W / 47.317°N 54.000°W | كندا                      | نيوفاوندلاند واللابرادور — Avalon Peninsula on the جزيرة نيوفاوندلاند (جزيرة) |
| 46°50′N 54°0′W / 46.833°N 54.000°W | المحيط الأطلسي            | |
| 5°46′N 54°0′W / 5.767°N 54.000°W   | سورينام                   | لحوالي 10 km في the extreme north-شرقي country |
| 5°40′N 54°0′W / 5.667°N 54.000°W   | فرنسا                     | غويانا الفرنسية |
| 3°39′N 54°0′W / 3.650°N 54.000°W   | سورينام                   | لحوالي 13 km |
| 3°33′N 54°0′W / 3.550°N 54.000°W   | فرنسا                     | غويانا الفرنسية — مرورا عبر some territory تملكه سورينام |
| 2°13′N 54°0′W / 2.217°N 54.000°W   | البرازيل                  | أمابا بارا — من 1°32′N 54°0′W / 1.533°N 54.000°W ماتو غروسو — من 9°37′S 54°0′W / 9.617°S 54.000°W ماتو غروسو دو سول — من 17°29′S 54°0′W / 17.483°S 54.000°W بارانا (ولاية) — من 23°29′N 54°0′W / 23.483°N 54.000°W |
| 25°34′S 54°0′W / 25.567°S 54.000°W | الأرجنتين                 | |
| 27°12′S 54°0′W / 27.200°S 54.000°W | البرازيل                  | ريو غراندي دو سول |
| 31°55′S 54°0′W / 31.917°S 54.000°W | الأوروغواي                | |
| 34°31′S 54°0′W / 34.517°S 54.000°W | المحيط الأطلسي            | |
| 60°0′S 54°0′W / 60.000°S 54.000°W  | المحيط الجنوبي            | |
| 61°5′S 54°0′W / 61.083°S 54.000°W  | جزر جنوب شيتلاند          | جزيرة كلارنس — المطالب الإقليمية بالقارة القطبية الجنوبية by الأرجنتين, تشيلي و المملكة المتحدة |
| 61°14′S 54°0′W / 61.233°S 54.000°W | المحيط الجنوبي            | |
| 76°39′S 54°0′W / 76.650°S 54.000°W | القارة القطبية الجنوبية   | Territory المطالب الإقليمية بالقارة القطبية الجنوبية by الأرجنتين, تشيلي و المملكة المتحدة |